# 호산나대학
호산나대학(Hosanna College)은 경기도 가평군에 있는 사립 대안대학으로, 교육 당국 비인가 과정의 학교이다. 전문대학 학력의 고등교육과정을 편제하여 교수하고 있으며, 발달장애인만 입학이 가능하다. 2006년 서울교회 건물에서 개교한 이후 2009년 현재의 교사로 옮긴 바 있다. 학생의 대부분이 지적장애인이고 입학전에 5,6급 판정을 받기 때문에  병역휴학자체가 없다.

## 연혁
- 2006년 3월 : 서울교회에서 호산나대학 개교. 사무자동학과, 노인케어학과 개설. 초대 학장 이종윤 목사 취임.
- 2008년 : 경기도 가평군 청평면에서 호산나대학 및 서울교회 아가페타운 공사 착공[1]
- 2010년 1월 : 현재 교사로 이전
- 2010년 3월 : 2대 학장 박노철 목사 취임, 뷰티케어학과, 서비스학과, 인턴십 과정 개설
- 2015년 3월 : 호산나대학 취업지원센터 개소
- 2015년 7월 : 호산나대학 부설 호산나결혼문화연구소 개소
- 2016년 11월 : 호산나대학 개교 10주년 행사
- 2017년 3월 : 애견케어학과 개설
- 2019년 3월 : 연암대학교 동물보호계열(이웅종 교수) 애견훈련 1학기 수업 청강
- 2019년 9월 : 국내 최초 발달장애인을 위한 '호산나애견직업훈련센터' 개소
- 2019년 11월 : '호산나동물매개치유봉사단' 설립
- 2020년 5월 : 교육부 국립특수교육원 공모사업 수행기관 선정
- 2021년 3월 : 전공학부 서비스학과 바리스타학과로 변경
- 2022년 3월 : 3대 학장 이동귀 취임

## 교육편제
다음은 2021년 기준 호산나대학이 운영하고 있는 비인가 교육 과정 일람이다.
- 노인케어학과
- 사무자동학과
- 뷰티케어학과
- 바리스타학과
- 애견케어학과

### 교육 목표
- 성인으로서의 사회적인 삶을 연습한다 : 연속적이고 집중적인 교육과 일상적인 삶과 학습을 연결시켜 성인으로서 사회적인 삶의 내용과 방법을 준비시키고 더불어 학력기 동안 습득한 내용과 기술을 지역사회와 소통하면서 일반화 할 수 있는 기회제공을 의미
- 더 나은 인간관의 육성 : 자신감과 자존감을 회복하고 심리적인 불안을 해소하여 자기 정체성과 꿈을 갖게 함을 의미
- 발달장애인 전문인력 육성 : 발달장애인들의 특성과 적성을 고려하여 잠재능력을 최대한 발휘할 수 있는 유망학과를 개설하여 취업지원 및 사후관리를 통한 안정적인 삶을 유지하도록 돕는 것을 의미

## 같이 보기
- 서울교회
- 대안학교